# Fundamentblok
En fundamentblok eller fundablok er en særligt udformet betonsten til at bygge fundamenter med.
Fundablokke er udformet som to parallelle sider hvor der 1/4 inde i hver ende sidder tværvægge, således at blokken har et helt hul i midten og et halvt hul i hver ende. På oversiden er tværvæggene lidt lavere end sidevæggene, så der er plads til armeringsjern eller lignende gennemgående emner.
Blokken lægges nederst i en konstruktion og udgør altså fodmuren. Normalt stables stenene løst oven på hinanden et til to lag ad gangen, og afhængig af underlag og bygningens vægt armeres med lodrette og vandrette jern i passende afstand, hvor efter hulrummene fyldes ud med beton. Mens betonen er våd vil man typisk vibrere den med et dertil indrettet apparat for at få luftboblerne til at stige op og for at lidt af mørtelen løber ud mellem stenene.